# Kirk Shaw
Kirk Shaw (n. 23 de mayo de 1956) es un productor de cine y televisión canadiense. Fue fundador de Insight Films en 1990. A través de ella se han producido más de cien películas galardonadas, entre ellas Helen, un drama de 2009 protagonizada por Ashley Judd quien ganó un Premio Leo a la mejor interpretación de reparto. También produjo la película The Hurt Locker.